# ریسا گوتو
ریسا گوتو (انگلیسی: Risa Goto؛ زادهٔ ۱۸ ژوئن ۱۹۸۳) بازیگر اهل ژاپن است.